# Cookeina colensoi
Cookeina colensoi är en svampart som först beskrevs av Miles Joseph Berkeley, och fick sitt nu gällande namn av Seaver 1913. Cookeina colensoi ingår i släktet Cookeina och familjen Sarcoscyphaceae.   Inga underarter finns listade i Catalogue of Life.